# Gilda García
Gilda García López (Santiago de Veraguas, Veraguas,c.,1965) es una campeona de un certamen de belleza panameña que obtuvo el título de Miss Panamá 1986. actualmente es cónsul de Panamá en los Ángeles.

## Biografía

### Concurso de Belleza
García que tiene 5′ 9″ (1,75 m) de estatura, compitió en el certamen nacional de belleza Miss Panamá 1986 y obtuvo el título de Miss Panamá Universo . Representó a la provincia de Veraguas. representó a Panamá en Miss Universo 1986, el certamen número 35 de Miss Universo se llevó a cabo en el Centro de Convenciones ATLAPA, Ciudad de Panamá, Panamá el 21 de julio de 1986. Ganó el Mejor Traje Nacional.

### Consulado
el 3 de diciembre de 2019 fue nombrado como cónsul de Panamá en los Ángeles.